# 伯莎鎮區 (明尼蘇達州托德縣)
伯莎鎮區（英語：Bertha Township）是位於美國明尼蘇達州托德縣的一個行政鎮區。

## 歷史
伯莎鎮區於1878年成立，得名自早期定居者約翰·里斯托（John Ristau）之妻伯莎·里斯托（Bertha Ristau）。

## 地方資料
伯莎鎮區的面積為91.71平方千米，皆為陸地。根據2020年美國人口普查的數據，當地共有人口401人，而人口密度為每平方千米4.37人。